# Transzfeminizmus

A transznemű büszkeség zászlaja

A transzfeminizmus egyik jelképe

A transzfeminizmus a feminizmusnak az az ága, amely felhívja a figyelmet arra, hogy a ciszhetero-patriarchális-kapitalista rendszer elnyomása a transznemű embereket is mélyen érinti, és nélkülük a feminista mozgalom nem képes a céljainak teljeskörű elérésére.
Robert Hill meghatározása szerint „a feminizmus egy kategóriája, amely leggyakrabban a transznemű diskurzusok feminista diskurzusokban történő alkalmazásáról és a feminista elképzelések transznemű diskurzusban való alkalmazásáról ismert” Hill állítása, hogy a transzfeminizmus a saját, mainstream feminizmusba történő integrációjával is foglalkozik. Ebben a kontextusban úgy definiálja a transzfeminizmust, mint ami a feminizmus egy típusa, melynek „sajátos tartalma van, amely érvényes a transznemű és transzszexuális emberekre, ugyanakkor, amelynek a gondolkodásmódja és elméletei minden nőre alkalmazhatóak”.
A kifejezés viszonylagosan késői bevezetése ellenére a transzfeminista, transznőjogi munkák a második hullám korai szakaszától kezdve jelen voltak különböző formákban; legkiemelkedőbben az olyan gondolkodók testesítették meg őket, mint Sandy Stone, akit az akadémiai transznemű tanulmányok megalapítójaként tartanak számon, és Sylvia Rivera, egy stonewalli lázadó, valamint a Street Transvestite Action Revolutionaries (vagyis Utcai Transzvesztita Akció Forradalmárok) alapítója. 2006-ban jelent meg az első transzfeminizmusról szóló könyv, a Trans/Forming Feminisms: Transfeminist Voices Speak Out (vagyis A Feminizmusok Transz/Formálása: A Transzfeminista Hangok Megszólalnak), Krista Scott-Dixon szerkesztésében.

## Történelem
A mozgalomban jelenlévő korai hangok között olyanok találhatók, mint Kate Bornstein és Sandy Stone, akinek a „The Empire Strikes Back” (vagyis „A Birodalom Visszavág”) című esszéje egy Janice Raymond-nak adott közvetlen válasz volt. A 21. században Krista Scott-Dixon és Julia Serano járult hozzá munkájával a transznemű nők témájához.
A Transfeminism.org weboldalt 2000-ben hozták létre a Diana Courvant és Emi Koyama által jegyzett Transfeminism Anthology Project (vagyis Transzfeminizmus Antológia Projekt) reklámozására. Azonban a webhely működése elsősorban arra koncentrált, hogy a transzfeminizmus koncepcióját bevezesse az akadémiai köztudatba, valamint, hogy megtaláljon és egy azonos című antológián keresztül összekössön olyan embereket, akik transzfeminizmushoz kapcsolódó projekteken és témákon dolgoztak. Koyama és Courvant más transzfeministákat is felkutattak, továbbá arra is törekedtek, hogy növeljék az exponáltságukat. Szándékaik szerint az antológia volt hivatott bemutatni a mozgalmat egy nagyobb közönségnek. Courvant volt az, aki egy 1992-ben, a Yale egyetemen tartott rendezvényen, és az ahhoz kapcsolódó életrajzokban használta ezt a szót, valamint megemlítette a Transfeminism.org-ban vállalt szerepét, így ő lehet a kifejezés megalkotója. Courvant szerint Koyama internetes jártasságának az érdeme, hogy a Transfeminism.org és a transzfeminizmus szó ekkora elismertséget és figyelmet kapott.
Nyomtatásban Patrick Califia használta elsőként a szót 1997-ben, és továbbra is ezt ismerjük a szó első nem folyóiratbeli nyomtatott szövegben való megjelenéseként. Lehetséges, vagy akár valószínű is, hogy a kifejezést többen, egymástól függetlenül is megalkották a 2000-es év előtt (vagy akár Courvant állítása szerinti első, 1992-es használat előtt is). A kifejezés csak az után vált elfogadottá, hogy 1999-ben Courant egy ismerőse, Jessica Xavier (elképzelhető, hogy Courant-tól függetlenül megalkotva a szót) használta a „Passing As Stigma Management” (vagyis „Cisznek tűnés, mint a stigmatizáltság kezelése”) és a „Passing as Privilege” (vagyis „A cisznek tűnés, mint kiváltság”) című cikkeiben, 1999 végén. A weboldal elindítása körüli időszakban Emi Koyama írt egy széles körben olvasott Transzfeminista Kiáltványt], ami az ő aktív interneten folytatott akadémiai párbeszédekben való részvételével együtt, segített elterjeszteni a kifejezést.
A transzfeminizmus útja a legitimitásig meglehetősen eltérő volt más feminizmusokétól. A marginalizált nők arra kényszerültek, hogy bebizonyítsák, hogy az ő szükségleteik eltérőek a többi nő szükségleteihez képest, és azt, hogy a mainstream (vagyis fősodorbeli) feminizmus az ő érdekükben és az ő élményeikről nem mond semmit. Ezzel szemben a transz nőknek arra kényszerülnek rámutatni, hogy ők is ugyanolyanok, mint a többi nő, és, hogy a feminizmus beszélhet az ő érdekükben és az ő élményeikről, anélkül, hogy ezáltal megszűnne feminizmusnak lenni. A radikális feminista Janice Raymond ellenállása azzal kapcsolatban, hogy a transz személyeket nőknek tekintsék, és olyanoknak, akik a feminizmusban részt vesznek, tipikus példája ennek az akadálynak. Az ő karrierje az 1979-es The Transsexual Empire (vagyis: A Transzszexuális Birodalom) című művel kezdődött (amely a transz nők egy könyv hosszúságú elutasítása), és a későbbiekben is többször visszatért az ehhez hasonló törekvésekhez.

## Feminizmus és transzfeminizmus
Az elmúlt pár évtizedben azt az elképzelést, amely szerint minden nő egy közös élményanyagban osztozik, alapos vizsgálatnak vetették alá mások között etnikai kisebbséghez tartozó nők, leszbikusok és munkásosztályba tartozó nők is. Sok transz személy szintén megkérdőjelezi azt, hogy mit jelent a társadalmi nem (gender), és kétségbe vonja a társadalmi nem biológiai tényként való értelmezését. A transzfeministák ragaszkodnak ahhoz, hogy egyedi élményeik a feminista szféra részeként kerüljenek elismerésre.
A transzfeminizmus azt tartja, hogy mind a biológiai nem, mind a társadalmi nem társadalmi konstrukciók; ezen túlmenően: hogy a megkülönböztetésre szolgáló, a biológiai nemet és a társadalmi nemet elválasztó határvonal önkényesen került meghúzásra. kényelmi szempontok alapján. A transzfeminizmus szerint a koncepció, amelyben a társadalmi nem egy társadalmilag kialakított rendszer, alkalmatlannak bizonyult többek között arra is, hogy reagáljon a transz emberek élményeinek valóságára, amelyben a fizikai nem mesterségesebbnek érződik, és megváltoztathatóbbnak, mint a személy belső érzete azzal kapcsolatban, hogy ő kicsoda.
A Transzfeminizmus magába foglalja a harmadik feminista hullám mindegyik fontosabb tárgykörét, ideértve a sokszínűséget, a testképet és a nők aktív döntési- és cselekvőképességét. A Transzfeminizmus nem pusztán arról szól, hogy a transz (személyekkel kapcsolatos) megfontolásokat egybeolvasztjuk a feminizmussal. Magába foglalja a második feminista hullám kritikai elemzését is, a harmadik hullám látószögéből. Ahogy minden feminizmus, a transzfeminizmus is kritizálja a maszkulinitással kapcsolatos mainstream elképzeléseket, és amellett érvel, hogy a nők egyenlő jogokat érdemelnek. Végül, a transzfeminizmus osztozik más feminizmusokkal abban az egységesítő alapelvben, hogy a társadalmi nem egy patriarchális társadalmi konstrukció, amelyet a nők elnyomására használnak fel.

### Közös alapok
A feminizmusnak az egyik központi tana, hogy a biológiai adottságok nem egyenlőek és ne legyenek egyenlőek emberek sorsának meghatározottságával. Az elképzelés, hogy a nőket ne nyomják el a hagyományos nemi szerepek, jelentős szerepet játszik mindegyik feminizmusban. A transzfeminizmus kiterjeszti ezt az elvet, méghozzá úgy, hogy amellett érvel, hogy általánosságban az emberek ne legyenek korlátok közé szorítva a biológiai nemre vonatkozó/társadalmi nemi normák által.
A feminista hagyomány része az, hogy a mozgalom tagjai próbálják feltérképezni annak a határait, hogy mit is jelent nőnek lenni. A transzfeministák amellett érvelnek, hogy a transz emberek és a cisznemű feministák egyaránt hasonló módokon kerülnek szembe a társadalomban létező, biológiai és társadalmi nemre vonatkozó hagyományos nézetekkel. A Transznemű felszabadítási elmélet a feminizmus számára új nézőpontot kínál, amelyből a társadalmi nemre, mint társadalmi konstrukcióra lehet tekinteni; ezen túlmenően a társadalmi nem egy új jelentését is adja.
A fősodorbeli feminizmust kritizáló transzfeministák szerint intézményesült mozgalomként a feminizmus szem elől tévesztette azt az alapvető elgondolást, hogy a biológiai adottságok nem kellene, hogy meghatározzák emberek sorsát. Valójában állításuk szerint számos feminista úgy tűnik, hogy teljesen rendben levőnek érzi azt, hogy a biológiai nemet a társadalmi nemmel egyenlőnek tüntesse fel, és a transz személyek számára ragaszkodik egy adott (meghatározott) sorshoz, pusztán biológiai nemüket alapul véve. A transzneműség ellenáll a társadalmi nem rögzítettségének, és megkérdőjelezni a társadalmi nemről kialakított ilyenfajta elképzeléseket – amelyekre a női tanulmányok (women’s studies vagy gender studies) hagyományos megközelítései támaszkodnak.
A transznemű személyek gyakran válnak transzellenes erőszak célpontjaivá. (transzfóbia) Míg a nem-transz nőknek szintén mindennapi élményük, hogy erőszakkal kell szembenézniük, a transzfeministák a transzellenes erőszakot úgy értelmezik, mint ami személyek nemi szerepbetöltését igyekszik megrendszabályozni.

### Különbségek
A hasonlóságok ellenére különbségek is fennállnak a hagyományos feminizmus és a transzfeminizmus között.
A transzfeminizmus határozott ellentétben áll a második hullám feminizmusainak némely irányzataival. A transzfeministák sűrűn kritizálják az egyetemes nővériségről szóló elképzeléseket; inkább a harmadik hullám mellé sorakoznak fel, amennyiben ők is úgy látják, hogy különböző nők élményei sokfélék lehetnek. A közös élményeikre történő hivatkozás közvetlen módon kérdőjelezi meg azt a gondolatot, hogy a femininitás teljes mértékben társadalmi konstrukció. Ehelyett a transzfeministák úgy tekintenek a társadalmi nemre, mint ami számos különböző – emberek belső lényéből fakadó és társadalmi eredetű – jellemző sokoldalú készlete. Például léteznek transz/cisz férfiak/nők, akiknek az önkifejezése szokatlanul feminin vagy maszkulin. Mivel ez erőteljesen befolyásolja azt, hogy az adott személy miként éli meg saját társadalmi nemét, továbbá azt is, hogy milyen helyzetben van a patriarchátuson belül, a transzfeministák amellett érvelnek, hogy a maszkulin/feminin kifejezésmód egy fontos koncepció, amelyet érdemes feminista szemszögből vizsgálni. Ezen túlmenően érdemes megkeresni azokat a hasonlóságokat és különbségeket is, amelyek a (maszkulin/feminin) kifejezésmód és a születéskor kijelölt biológiai nem, valamint a társadalmi nemi identitás között állnak fenn.

#### Nővériség
A „nővériség” egy elsődleges fontosságú problémakör, ami elválasztja a transzfeminizmusokat és a második hullám feminizmusait.
A nővériség ("sisterhood") koncepciója azt célozza, hogy fontos, hogy az összes nő támogassa egymást, és álljanak ki egymásért. Ennek az elképzelésnek a gyakorlati megvalósulása azonban sok esetben csorbát szenved (a mainstream feminizmus gyakran elsődlegesen vagy kizárólag a fehér, cisznemű, heteroszexuális, középosztálybeli, ép testű nők érdekeit képviseli), amelynek következtében magán a mozgalmon belül termelődnek újra az elnyomás egyes megnyilvánulási formái (például osztály alapú, etnikai alapú, ciszszexista stb. megkülönböztetés). Ez az oka annak, hogy a transzfeminista mozgalom kritizálja a nővériség elképzelését, és hangsúlyozza, hogy a különböző csoportokhoz tartozó nők élményei egymástól eltérőek, és az ellenük irányuló patriarchális taktikák nem univerzálisak.
A kulturális, etnikai és/vagy gazdasági szempontból különböző társadalmi helyzetben lévő nők, a fiatal nők és a lányok, a fizikailag vagy értelmileg akadályozott nők, és mások elutasítják az univerzális nővériség elképzelését, és annak logikai kiterjesztéseit, ideértve két elgondolást. Elsőként azt, hogy ha valaki egy nő javát szolgálja, akkor az az összes nőnek javára válik, és másodikként azt, hogy egy szexista társadalomban minden nőnek ugyanakkora (minimális) mértékű hatalma van.
Ezekkel a problémákkal számos fórumon szembeszálltak emberek már a transzfeminizmus szó megalkotása előtt is. A „Killing the Black Body” (vagyis: „A Fekete test meggyilkolása”) szemléltette, hogy a fehér feministák által vezetett reprodukciós jogi mozgalom milyen módokon okozott károkat bizonyos esetekben a szegény/kisebbségi nők számára. A „This Bridge Called My Back” (vagyis „Ez a híd, amit a hátamnak neveznek”) című kötet egy antológia, amelyben olyan harmadik hullámbeli feminista írások találhatóak, melyek vitatják azt az elgondolást, hogy a minden nő ugyanakkora hatalommal rendelkezik.
A transzfeministák számos olyan, nem kellő alapossággal megvizsgált helyzetről számolnak be, amelyben egy adott nő hatalomgyakorlása magában hordozza annak a lehetőségét, hogy egy másik nő számára kárt okozzon. A transzfeministák több más dolog mellett javasolják például ügyfél tanácsadói bizottságok felállítását krízis segélyvonalak és női menedékházak számára, a fizetetlen és alulfizetett feminista gyakornoki pozíciók felszámolását, az alkalmazottak bevonását azokba a választmányi bizottságokba, amelyek a nonprofit szervezetek vezetőinek munkáját értékelik, stratégiai pénzalapok létrehozását, amelyek támogatják a transz alkalmazottakat nem hagyományos egészségügyi problémáik kezelési költségeinek fedezésében, valamint speciálisan anti-rasszista és az elnyomás ellenében ható kritériumok beépítését az alkalmazottak értékeléséhez kidolgozott űrlapokba. Különösen gyümölcsözőnek bizonyult az a transzfeminista vizsgálódás, melynek tárgya a feminizmus és a fizikai és/vagy értelmi akadályozottság, a feminizmus és a szex, illetve ennek a három kérdéskörnek a kombinációja.

#### Feminista terekhez való hozzáférés
Bár ez egy kevéssé elismert tény, a transz személyek régóta résztvevői a feminista mozgalmaknak. A nyíltan transz személyek megjelenése a feminista terekben kétségbe vonta azt az álláspontot, amely alapján minden nő egyenlő társadalmi helyzetét tekintve. Ez a transzfeministákat mások között az etnikai kisebbségekhez tartozó nők természetes szövetségeseivé is tette, akik rasszizmust éltek át a fehér feminista közegben. Míg Raymond és mások megpróbálták a transz embereket a feminizmuson kívülállókként meghatározni, addig azok az intézmények, amelyek szívesen látták a transz személyeket időnként azzal találtak magukat szemben, hogy szövetség alakult ki a transz személyek, és más személyek között, akik más nőket rasszizmussal vádoltak. A transz emberek, ahogy bármely másik nagy létszámú csoport is, tükrözik a teljes lakosságban fellelhető különböző vérmérsékletek skáláját. Sok dokumentált alkalom volt, amely során a transz személyeket gonosztevőként ábrázolták, bár azok valójában mások túlreagálásainak áldozatai voltak.

#### Nőiesség
A „Nőiesség” a transzfeministák és más feministák közötti versengés terévé vált. Néhány transz nő eltúlozza feminin jegyeit. Elképzelhető hogy ez azzal összefüggésben történik, hogy a transz nőket különösen nagymértékben biztatják arra, sőt, néha el is várják tőlük, hogy vegyék át a femininitás hagyományos definícióját azért, hogy elfogadja és legitimálja őket a társadalom. A transz nők gyakran találják magukat abban a helyzetben, hogy azáltal kell „bizonyítaniuk” nőiségüket, hogy nemi sztereotípiákat tesznek magukévá annak érdekében, hogy nőként ismerjék őket el, vagy, hogy hormonális és sebészeti beavatkozásokat kaphassanak. Lévén, hogy a transz emberek elleni gyűlölet-bűncselekmények féktelen mennyiségben fordulnak elő, növelheti az adott transz személy biztonságérzetét, ha a társadalmi nemét egyértelműen jeleníti meg. Annak ellenére, hogy a femininitás látható jelei a normákhoz képest csak marginálisan eltérőek, mégis úgy tekinthetnek rájuk, mint akik nagymértékben elfogadhatatlanok.
Az észlelés torzítottsága a leglogikusabb érv, ami magyarázhatja, hogy a feministák miért érzékelik úgy, hogy a transz nők aránytalanul nagy hányadának nagyon feminin a kifejezésmódja. A transz nőkre és férfiakra úgy tekintenek, mint akik a társadalom normáihoz képest távol eső kivételeket jelentenek. Ilyen módon egy olyan személyről, aki úgy tűnik, hogy beleillik – vagy majdnem teljesen beleillik – a társadalom által megszabott normákba, feltételezik, hogy ő nem transznemű. Még mindig érvényes, hogy amikor egy ember lát valakit, akit nem egyszerű nőnek vagy férfinek osztályozni, a szemlélő szinte soha nem azzal a feltételezéssel él, hogy szemlélődésének tárgya transz. Vegyük például a „Pat” nevű, Saturday Night Live című műsorban szerepeltetett karaktert. Ebben az esetben a vígjáték alapja, hogy a többi karakter kíváncsi arra, hogy vajon Pat milyen nemű. Olyan kérdéseket tesznek fel neki, amelyeknek a megválaszolása megerősíthetné, hogy Pat férfi-e vagy nő, ám társadalmilag elfogadható őket feltenni. Pat minden alkalommal úgy válaszol, hogy az egyik verziót sem támasztja alá. Ugyanakkor még az ilyenfajta kérdezősködések sorozatai után sem jutnak arra a következtetésre a szereplők, hogy Pat transz. Így működnek az udvarias társasági élet szabályai: modortalan dolog volna azt feltételezni egy másik személlyel kapcsolatban, hogy ő egy transz ember. Mivel ez igen mélyen belé van nevelve az emberekbe (és mivel nem lehetséges mások gondolataiban olvasni), ezért nem lehet minden transz személyt felismerni, akivel az ember találkozik. Ilyen módon az az elképzelés, hogy a transz nők valamiféleképpen nőiesebbek, egy nem bizonyítható állítás, melyet leggyakrabban olyanok fogalmaznak meg, akik a transz nőket tanulatlan, nem felszabadított, retrográd és elmaradott személyekként akarják becsmérelni; olyanokként, akiknek a léte azzal fenyeget, hogy hasznos eszközökké válnak az anti-feministák kezében, segítve őket minden nő feminizmus előtti jogfosztott és alávetett státuszába történő visszarángatásában. A nőiességet a transz nők esetében észreveszik és keményebben torolják meg, mint az ugyanilyen viselkedésformákat nem-transz nők esetében. Ez a kettős mérce rávilágít, hogy maga ez a viselkedésmód számos kritikus szemében nem annyira problematikus, mint a transz személyek létezése. Julia Serano a nőgyűlöletnek erre a fajtájára, amelyet a transz nők tapasztalnak meg, „transznőgyűlöletként” utal.

#### Radikális feminizmus és transzfeminizmus
Miközben számos radikális feminista juttatta kifejezésre a transzellenes nézőpontját, nem mindegyikük utasította el teljes mértékben a transzneműséget. Andrea Dworkin, a radikális feminista író és aktivista „Woman Hating” (vagyis „Nő Utálat”) című könyvében a transz nők és férfiak ellen irányuló gyűlölet és üldözés ellenében foglalt állást, továbbá azt követelte, hogy a nemi helyreállító beavatkozásokat ingyenesen biztosítsa a közösség a transz nők és férfiak számára. Dworkin szerint „minden transzszexuális embernek joga van a túléléshez, méghozzá a saját maga által megfogalmazott feltételek szerint. Ez azt jelenti, hogy minden transzszexuális jogosult egy nemátalakító operációra, és ennek biztosítása a közösség feladatai között kell, hogy szerepeljen”.
Egyes transznemű nők részt vállaltak a leszbikus feminizmus és a radikális feminizmus munkájából. Ennek egy kimagasló példája Sandy Stone, egy transznemű leszbikus feminista nő, aki hangtechnikusként dolgozott a leszbikus-feminista Olivia Records zenekiadó kollektívában. 1977 júniusában, amikor huszonkét feminista tiltakozott Stone részvétele ellen, az Olivia Records megvédte a náluk betöltött állását, mondván, hogy Stone egy olyan nő, „akihez kényelmesen és bizalommal tudunk viszonyulni”, valamint, hogy „talán ő az az istennő-küldte műszaki-varázsló, akit olyan sokáig kerestünk”.

#### Nőknek-született-nők (Womyn-born-womyn) nézetek és a feminizmus transz kirekesztő irányzata (trans-exclusionary radical feminism – TERF)
Többek között Julie Bindel, Janice Raymond, Mary Daly, Sheila Jeffreys, Meghan Murphy, továbbá újabban Joanne Kathleen Rowling ciszszexista elképzelése is az, hogy a feminista mozgalomnak semmilyen formában nem kell foglalkoznia a transz nők szükségleteivel. Az az esszencialista szemlélet, hogy kizárólag a „nőnek született nők” képesek teljes mértékben azonosulni azzal az élménnyel, amit a női lét jelent, élesen ellentmond a radikális feminizmus azon koncepciójával, ami szerint „a biológia nem egyenlő a sorssal”. Az ezt ellenzők azzal érvelnek, hogy a transz nők női terekből való kizárása megtagadja tőlük a saját identitásuk meghatározásához fűződő jogukat.
Ez a hazugságokkal uszító és a feminizmus alapelveivel összeegyeztethetetlen kirekesztő tendencia a feminizmus negyedik hullámával párhuzamosan öltött komolyabb, nemzetközi szintű mértéket.

##### Cisszexizmus a radikális feminizmusban
A radikális feminista Janice Raymond 1979-es, „The Transsexual Empire„ (vagyis: „A Transzszexuális Birodalom”) című könyve számos vitát váltott ki, és vált ki mind a mai napig, köszönhetően annak, hogy egyértelműen elítéli a transznemű műtéteket. A könyvben Raymond azt állítja, hogy „Minden transzszexuális megerőszakolja a nők testét azáltal, hogy a valódi nőnemű alakot műtermékké redukálja, kisajátítva ezzel ezt a testet saját maga számára… A transzszexuálisok pusztán a nőkbe való betolakodás legnyilvánvalóbb eszközét vágják le, hogy olyanoknak tűnjenek, akik nem támadóak”(104. oldal).
A feministák és transzfeministák talán a leginkább látható harctere a Michigan Womyn’s Music Festival (vagyis Michigani Női Zenei Fesztivál). Az 1990-es évek elején a fesztivál kidobatott egy Nancy Burkholder nevű transznőt. Azóta a fesztiválra kizárólag „nőnek-született-nőket” engednek be. Megalakult a Camp Trans (vagyis Transz Kemping) nevű aktivista csoport, hogy tagjai tiltakozzanak a transzfób „nőnek-született-nők” irányvonal ellen, és, hogy szót emeljenek a feminista közösségen belül a transz személyek iránti nagyobb elfogadás érdekében. Számos kiemelkedő transz aktivista és transzfeminista vett részt a Camp Trans aktivitásában, beleértve Riki Wilchins-t, Jessica Xavier-t és Leslie Feinberget. A fesztivál fontolóra vette, hogy engedélyezi operáció után lévő transz nők jelenlétét, azonban ezt a megoldást – az osztály alapú megkülönböztetés megnyilvánulásaként – kifogásolták, mivel sok transz nő nem engedheti meg magának a nemi műtétet.
Kimberly Nixon egy transz nő, aki 1995-ben önkéntesként jelentkezett Vancouverben (British Columbiában) lévő Vancouver Rape Relief (vagyis Vancouveri Nemi Erőszak Segítségnyújtás) nevű intézmény nemi erőszakkal kapcsolatos krízis tanácsadói képzésére. Miután Nixonról megállapították, hogy transznemű, kizárták az intézményből. A személyzet úgy döntött, hogy Nixon státusza lehetetlenné teszi, hogy képes legyen megérteni az intézmény klienseinek élményeit, továbbá kikötötték, hogy a klienseiknek genetikailag nőneműeknek kell lenniük. Nixon ezzel nem értett egyet, és felfedte saját partnerkapcsolati bántalmazásról szóló történetét, illetve a diszkrimináció miatt pereskedésbe kezdett. Nixon ügyvédje azzal érvelt, hogy alaptalan volt az eltávolítása, és annak a Diana Courvant-nak az élményeire hivatkozott, aki az első nő volt, aki nyilvánosan vállalva transzneműségét egy kizárólag nők számára fenntartott családon belüli erőszak menedékhelyen dolgozott. 2007-ben a Kanadai Legfelsőbb Bíróság elutasította Nixon fellebbezésének a meghallgatását, lezárva ezzel az ügyet.

Az olyan transz nők, mint amilyen Sandy Stone is, megkérdőjelezték a „biológiai nő” feminista koncepcióját. Stone körülbelül 1974-től 1978-ig dolgozott hangmérnökként az Olivia Records zenekiadó kollektívában, majd amikor elerősödtek az azzal kapcsolatos viták, hogy transz nőként dolgozik egy leszbikus önazonosságú vállalkozásban, lemondott. A vita Raymond könyvének lapjain folytatódott, Raymond ugyanis egy egész fejezetet szentelt „a transzszexuálisan konstruált leszbikus-feminista” kritizálásának. Egyes csoportok, ahogy a Lesbian Organization of Toronto (vagyis: Torontó Leszbikus Szervezete) is, „csak nőnek-született-nők” irányvonalakat intézményesítettek. 1978-ban egy nemi helyreállító műtéten átesett leszbikus transz nő hivatalos kérelmet nyújtott be a L.O.O.T.-nak, hogy csatlakozhasson a szervezethez. A szervezet erre válaszul megszavazta a transz nők kizárását. Egy nem hivatalos megbeszélés során a L.O.O.T. egyes tagjai felháborodásuknak adtak hangot azzal kapcsolatban, hogy, nézeteik szerint, egy „nemet váltó hímnemű lény…nőként és leszbikusként merte magát azonosítani”. Hivatalos válaszközleményében a L.O.O.T a következőket írta: 
Egy nő hangját szinte sose hallgatták meg egy nő hangjaként – mindig férfiak hangján volt keresztülszűrve. Úgyhogy, amikor megjelent egy pasi, és azt mondta, hogy „Én innentől lány leszek, és a lányok nevében fogok beszélni.”, akkor mi azt gondoltuk, hogy „Nem, nem fogsz.”. Egy személy nem teheti meg, hogy egyszerűen csak csatlakozik az elnyomottakhoz a beleegyezésükkel.
Sheila Jeffreys is a transzneműséget megbélyegezte, mint ami „feminista szemszögből nézve mélységesen problematikus és kijelentette, hogy a transzszexualitásra az emberi jogok megsértéseként kellene tekinteni”. Megírta továbbá a még nem forgalomba hozott „Gender Hurts: A Feminist Analysis of the Politics of Transgenderism” (vagyis: „A társadalmi nem káros: A transzneműség egy feminista elemzése”) című könyvet, amely egy könyv terjedelmű elutasítása lesz annak, amit ő „a transzneműség elképzelésének és gyakorlatának” nevez.

## Jelentős problémafelvetések a transzfeminizmusban

### Befogadás a mainstream feminizmusba
A transzfeministák küzdenek azért, hogy elfogadja őket a mainstream feminizmus. Az olyan csoportok, mint a Lesbian Avengers (vagyis: Leszbikus Bosszúállók) elfogadják a transzfeministákat, míg mások elutasítják őket. Azok a feminista szervezetek, amelyek mind heteroszexuális mind nem-heteroszexuális nőket tömörítenek, gyakran szívesebben látják a transzfeministákat, mint a kifejezetten nem-heteroszexuális szervezetek. A nemi alapon szegregált menedékhelyek és szexuális támadást túlélőket segítő központok különösen vonakodóak.
Max Wolf Valerio előbújt transz férfiként közreműködött egy „This Bridge We Call Home” (vagyis: Ez a híd, amelyet otthonnak nevezünk”) című feminista antológia elkészítésében, amely a „This Bridge Called My Back” (vagyis: „Ez a híd, amelyet a hátamnak neveznek”) című művet követte, melynek a létrehozásából még előbújása előtt vette ki a részét. Az, hogy a transz férfiak jelenléte elfogadható-e egy csoportban, térben vagy esemény során, az az identitás árnyalatainak, a tagságnak vagy éppen a személyes kapcsolatoknak a függvényében változhat. Egy férfi elfogadása vagy elutasítása gyakran a múltbéli feminizmushoz kapcsolódó kontribúcióinak minőségén és a csoport egy prominens tagjához fűződő kapcsolatán múlik. Nincs egyértelmű, a transz férfiak feministák által történő befogadásával kapcsolatos tendencia, csupán bonyolultabb megvitatásai léteznek ennek a kérdéskörnek.
Egyes transz nők úgy gondolják, hogy a „transzfeminista” transz férfiak számára nem egy helyénvaló ön-leírásra használható kifejezés, mivel a transzfeminizmus arra összpontosít, hogy a transz nőket felszabadítsa a transznőgyűlölet alól, amelyet viszont a transz férfiak nem tapasztalnak. Mások annak is hangot adnak, hogy a transz férfiakat érő támadásokat vitathatatlanul a transzfóbia és a nőgyűlölet együttese idézi elő, illetve, hogy a transz nők felszabadítása szorosan összekapcsolódik más transz személyek, a nem-transz nők, és ezáltal mások felszabadításával is, ezért a mozgalomnak nyitottnak kell lennie mindenki számára, akik megértőek a transz nők szükségletei iránt, és úgy vélik, hogy a transz nőkkel kötött szövetségeik elengedhetetlenek saját felszabadulásukhoz.

### Nemi identitás-zavar (Gender Identity Disorder, GID)
A nemi identitás zavar jelenleg a diagnosztizálható mentális zavarok között szerepel a DSM-IV-TR [vagyis az APA, tehát az Amerikai Pszichiátriai Társaság által kiadott, Diagnostic and Statistical Manual of Mental Disorders-Fourth Edition (Text Revision), azaz a Mentális Zavarok Diagnosztikai és Statisztikai Kézikönyve-Negyedik Kiadás (Szöveg Felülvizsgálat) című kiadványának] felsorolásában, valamint az ICD-10 (vagyis a WHO, tehát az Egészségügyi Világszervezet által kiadott, International Classification of Diseases, azaz A Betegségek Nemzetközi Osztályozása című kiadványának 10. felülvizsgálatában lévő) listájában is. Számos transzfeminista és hagyományos feminista azt javasolja, hogy ezt a diagnózist vonják ki a használatból, mivel a múltbeli alkalmazása során visszaéltek vele hatalmi pozíciókban lévő személyek. A transzfeministák szerint a különbözőneműség minden embernek joga. Amikor a jelenlegi diagnosztikus kategória megtartása mellett érvelnek, a GID-párti transzfeministák jellemzően elismerik, hogy ezt a diagnózist a múltban helytelenül használták, ugyanakkor a fenntartás mellett foglalnak állást, a nagyobb mértékű szakmai felelősségrevonás szükségességét hangsúlyozva.
Számos helyzetben vagy törvényi környezetben a transz nők és transz férfiak számára kizárólag a diagnózis okán fedezi a biztosításuk a műtéti beavatkozás és az átmenetükkel kapcsolatos egészségügyi szolgáltatások költségeit. Ennek következtében a diagnózis eltávolítása növelné a pácienseket terhelő költségeket. Más szituációkban azok az anti-diszkriminációs törvények, amelyek jogi védelmet biztosítanak az értelmileg és/vagy fizikailag akadályozott személyeknek, vonatkoznak a transznemű emberekre is, ám csakis addig, amíg a diagnózis létezik. Más esetekben, a transznemű emberek a nemi alapú diszkriminációra vonatkozó szabályozás által vannak védve, vagy pedig egy külön kategória alapján. Ez a gazdasági kérdés szakadást okozhat a transz személyek jogegyenlőségét támogatók között, osztályhoz tartozásuk mentén.
A Vermonti Egyetemen 2006-ban megrendezett Trans Identity Conference (Transz Önazonossági Konferencia) során Courvant bemutatta ennek a vitának egy elemzését. Megjegyezte, hogy az „eltörléspártiaknak” el kell dönteniük, hogy a transz emberek megbélyegzésének felszámolására irányuló törekvéseik ellentétezik-e a mentális betegségek megbélyegzésének felszámolására irányuló törekvéseket, valamint, hogy a GID kategória eltávolítása valóban segítené-e az előbbit, miközben szétrombolja a jelenlegi, jóllehet korlátok közé szorított biztosítási gyakorlatot. Ezzel szemben a „megőrzéspártiaknak” mindenképpen reagálniuk kell a hibás diagnózisok és helytelen „kezelések” problémájára. A kategória megőrzését javasolta, továbbá az energiáik összpontosítását annak érdekében, hogy a mentális betegség legitimmé váljon, és, hogy a transz személyek elfogadottságát úgy próbálják meg javítani, hogy a diagnózis kérdésétől tekintsenek el.
Az Egészségügyi Világszervezet (WHO) 1975-ben vette fel a transzszexualitást a Betegségek nemzetközi osztályozásának (BNO) listájára.
Az Amerikai Pszichológiai Társaság (APA) 1980-ban vette fel a transzszexualitást a Mentális zavarok diagnosztikai és statisztikai kézikönyvének (DSM) III. kiadásába. Az Amerikai Pszichológiai Társaság a transzneműség diagnózisának patologizációját a nemi diszfóriára átnevezéssel 2013-ban, a DSM V. kiadásában enyhítette. 2018-ban az Egészségügyi Világszervezet hivatalosan is megjelentette a BNO 11. változatát, amely törli a mentális betegségek közül a transzszexualizmust és a transzvesztitizmust. A WHO 2019-ben szavazta meg és várhatóan 2022-ben lép életbe. Magyarországon az 1995 óta érvényes BNO 10-ben jelenleg benne van a transzszexualitást jelölő F64.0

## Magyarországi transzfeminizmus
Hazánkban megközelítőleg 2013-ban jelent meg az ideológia a feminizmus egyik irányzataként, mint a – nőjogi mozgalomhoz képest egyébként jóval gyengébb – transz érdekvédelem alternatív, progresszív ága. Az LMBTQ közösségben a harmadik hullámos feminizmussal meghonosodó queerelmélet széleskörűbb elterjedésével együtt hamar pozitív fogadtatásra talált. Céljait és törekvéseit először az önszerveződő TranszPont néven útjára indult aktivista közösség vállalta deklaráltan és foglalta bele a munkájába, aztán inaktívvá válását követően a Transznemű infopont folytatta.

### Az első gyűlöletbeszéd kampányok
Visszacsapásként reagálva a nyilvánosságban 2016 februárjától jelentek meg a magukat radikális feministának valló cisznemű nők részéről a hangsúlyozottabban, a transzfeminizmust és a queerelméletet komolyabban vagy akár agresszíven elutasító, identitáspolitikát kritizáló vélemények. A transz kirekesztő radikális feminizmus (Trans-exclusionary radical feminism – TERF) gender abolicionista (azaz elvileg a nemi szerep elnyomása alól felszabadító, lényegében a nemi identitások létezését tagadó) híveinek erősen transznőgyülölő, valójában a közösséget bomlasztó megnyilvánulásai nyár óta gerjesztenek heves és megosztó vitákat a nőmozgalmon belül, amelyek azóta már többnyire konszolidálódtak. Hosszú távú eredménye a liberális és a radikális baloldali vagy szociáldemokrata meggyőződésű feministák éles eltávolodása lett egymástól.

### A transzneműek jogfosztásai
A nem jogi elismerésének (azaz a hivatalos név- és nemváltoztatás) lehetőségéhez 2003 óta létezett egy orvosi szakvélemények alapján, ugyanakkor egészségügyi beavatkozások elvégzésének kötelezettsége nélküli intézhető adminisztrációs gyakorlat, ami 2016-ban kezdett el először akadozni, majd pedig 2018 óta szünetelt. (Az eljárást 2017-ig jogszabály nem szabályozta, a szokásjog alapján az anyakönyvi szervhez kellett fordulni egy pszichiáter, egy klinikai szakpszichológus és egy urológus / nőgyógyász által kiállított szakvéleménnyel.) 2020. március 31-én (a Transznemű Láthatóság világnapján) Semjén Zsolt miniszterelnök-helyettes benyújtott a parlament felé egy törvénymódosító javaslatcsomagot („salátatörvényt”), amelynek 33. §-a a születési nemet állapítja meg az anyakönyvbe bejegyzett hivatalos nemként, ami utólag nem változtatható meg. A módosítást május 19-én fogadta el az országgyűlés fideszes többsége, utána Áder János köztársasági elnök május 28-án írta alá. A jogfosztó döntés ellen az érintetteken kívül számos civil szervezet mellett nagykövetségek és Európai Parlamenti képviselők, továbbá az ENSZ több biztosa is határozott tiltakozásukat fejezték ki. Az Emberi Jogok Európai Bíróságának ítélete szerint Magyarországnak biztosítania kell a magyar és az országban letelepedett külföldi állampolgárok számára a nemük jogi elismerését.
Az országgyűlés 2020. december 15-én megszavazta a 2012 óta hatályos alaptörvény kilencedik módosítását, amelybe belefoglalták a következő mondatokat: „Magyarország védi a gyermekek születési nemének megfelelő önazonossághoz való jogát, és biztosítja a hazánk alkotmányos önazonosságán és keresztény kultúráján alapuló értékrend szerinti nevelést.”, továbbá: „Az anya nő, az apa férfi.”. Ezzel a módosítással alaptörvényi szintre emelte és megakadályozza a transznemű emberek nemének jogi elismerését és az azonos nemű párok gyerekvállalási lehetőségét.
Az Emberi Jogok Európai Bírósága 2023. június 22-én Strasbourg-ban kimondta, hogy a transznemű emberek nem- és névváltoztatási lehetőségének jogalkotói akadályozásával Magyarország megsértette az Emberi jogok európai egyezményét.
A kormány az alaptörvény 2025. március 11-én benyújtott 15. módosítása szerint a preambulumba belefoglalná az "Az apa férfi, az anya nő." kitétel elé - a bibliai teremtéstörténetre utaló indoklással a nőket alárendelt státuszba helyezve - "Az ember férfi vagy nő." definiciót. Emellett a születéskor kijelölt nemmel nem egyező nemi identitás szerinti megkülönböztetés és zaklatás tilalmát pedig törölnék az egyenlő bánásmódról szóló törvényből. A módosítás április 15-én lépett hatályba. Az Európai Bíróság március 13-án keltezett döntése alapján a GDPR kötelezi a magyar hatóságokat a transznemű emberek nemi identitásának jogi elismerésére.

## Fontos fogalmak, kifejezések
- Az LMBTQ közösséggel és a társadalmi nemekkel kapcsolatos legújabb fogalomgyűjtemény
- Karsay Dodó, Virág Tamás – Kérdőjelek helyett / LMBTQI-Kisokos a médiának útmutató (Magyar LMBTQ Szövetség, 2015) ISBN 978-963-12-2728-4
- A transzneműséggel és a társadalmi nemekkel kapcsolatos régebbi fogalom gyűjtemény Archiválva 2022. március 4-i dátummal a Wayback Machine-ben
- Transznemű szótár, elsősorban a nemi diszfóriára helyezve a hangsúlyt